# Sun Records

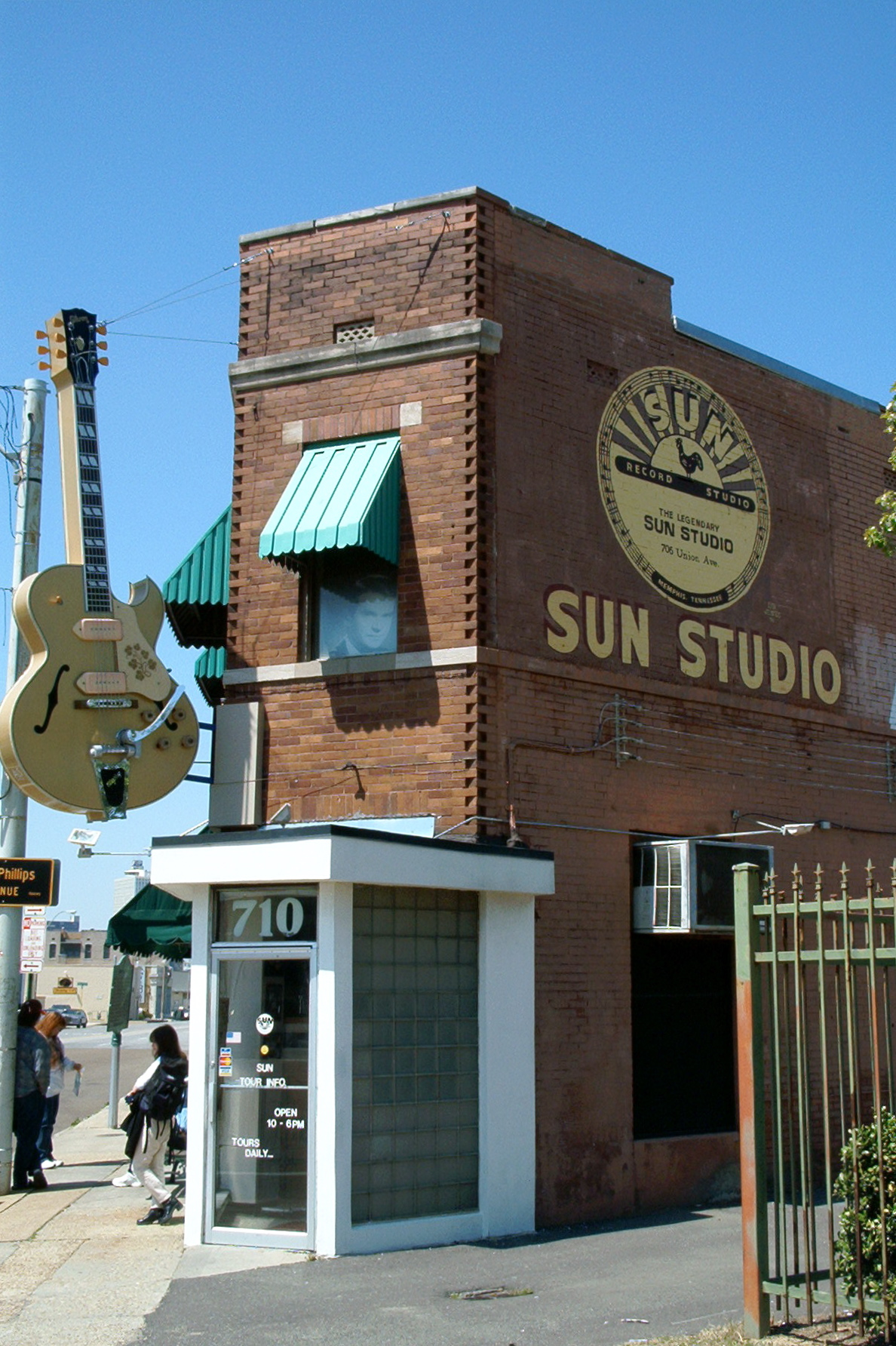
Фоностудія «Сан-Рекордс» (2002)

Sun Records (трансліт: «Сан-Рекордс») — фоностудія і лейбл звукозапису у Мемфісі, Теннессі, заснована Семом Філліпсом 27 березня 1952 року, яка дала нагоду таким визначним співакам і музикантам, як-от: Елвіс Преслі, Карл Перкінс, Рой Орбісон, і Джонні Кеш — як і оформити перші свої зі студією звукозаписів контракти, так і дати старт своїй музичній кар'єрі.
Досі «Сан-Рекордс» була знана тим, що займалася звукозаписами афро-американських співаків, адже власник її, Сем Філліпс, у захваті від жанру ритм-енд-блюз зважився на сміливий крок: записувати музику чорних для білої слухацької аудиторії. Саме продюсер фоностудії, та одночасно її звукотехнік, Джек Клемент, відкрив Джеррі Лі Льюїса, зробивши звукозапис того, поки власник студії Сем Філліпс перебував у відрядженні. А сам логотип фірми «Сан-Рекордс» спроектував Джон Ґейл Паркер, житель Мемфісу — та однокласник Сема Філіпса.
У 1969 році лейбл «Меркурій» (англ. Mercury) поглинув «Сан-Рекордс», коли власник Шелбі Сінґлтон (англ. Shelby Singleton) закупив і фоностудію, і лейбл, у Сема Філліпса. Лейбл змінив назву на «Сан-Інтернешнл-Корпорейшн» (англ. Sun International Corporation),— і новозорганізована фірма відразу взялась за перевидання та перепаковування збірок пісень, раніше випущеними у ранніх 70-х роках співаками для «Сан-Рекордс». Нині існує під назвою «Сан-Ентертейнмент-Корпорейшн» (англ. Sun Entertainment Corporation).